# Dactylochirotida
Dactylochirotida är en ordning av sjögurkor som beskrevs av Pawson och Fell 1965. Dactylochirotida ingår i klassen sjögurkor, fylumet tagghudingar och riket djur.
Ordningen innehåller familjen Ypsilothuriidae , Vaneyellidae och Rhopalodinidae.

## Bildgalleri

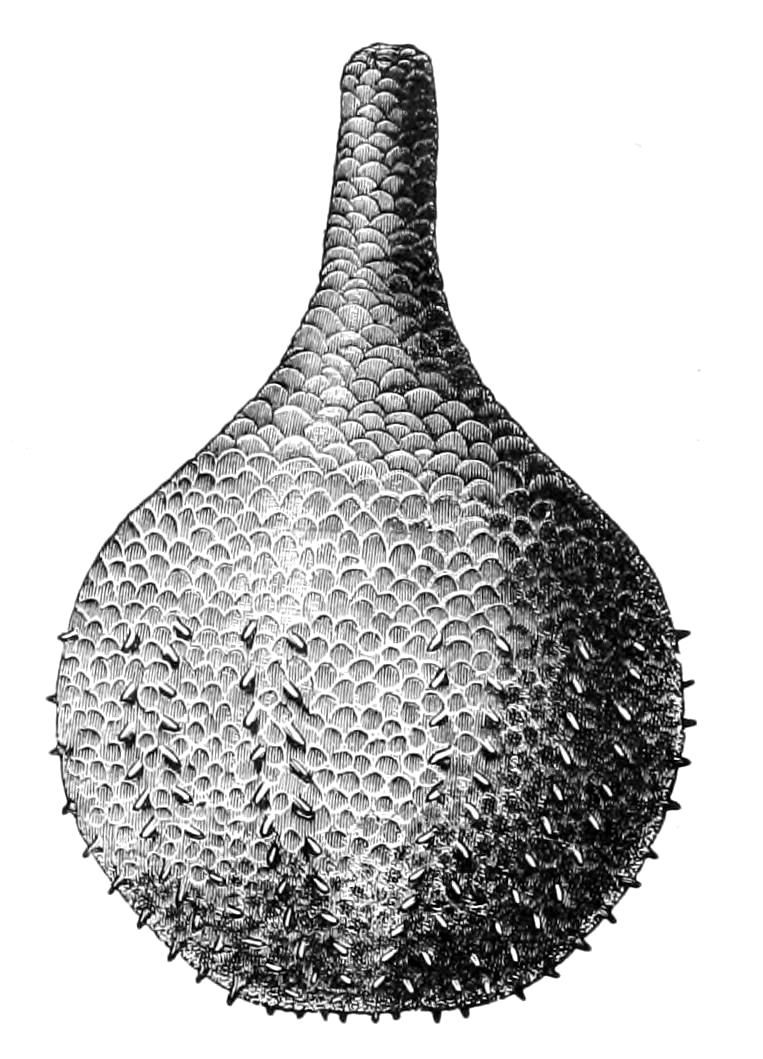